# Герб Локнянского района
Герб муниципального образования Локнянский район Псковской области Российской Федерации — опознавательно-правовой знак, служащий официальным символом муниципального образования.
Герб утверждён решением Собрания депутатов Локнянского района № 8 от 7 июня 2002 года.
Герб внесён в Государственный геральдический регистр Российской Федерации под регистрационным номером 1092.

## Описание герба
«В зелёном поле обращённый вправо старорусский витязь в серебряных доспехах и одеянии, трубящий в золотой рог и опирающийся шуйцей на червлёный (красный) с золотыми украшениями боевой щит; витязь сопровождён справа тремя одна над другой серебряными башнями с золотыми островерхими кровлями».
Герб может воспроизводиться в двух равнодопустимых версиях: без вольной части; с вольной частью — четырёхугольником, примыкающим изнутри к верхнему краю герба муниципального образования «Локнянский район» с воспроизведёнными в нём фигурами герба Псковской области. Версия герба с вольной частью применяется после внесения герба Псковской области в Государственный геральдический регистр Российской Федерации и соответствующего законодательного закрепления порядка включения в гербы муниципальных образований Псковской области вольной части с изображением герба Псковской области.

## Обоснование символики
История земли Локнянской уходит в глубину веков далёких, когда по берегам здешних рек и многочисленных озёр обитали не только славяне, но и племена угрофинов. Свидетельство тому — сохранившиеся до сих пор названия некоторых урочищ, рек, населённых пунктов с угоро-финскими корнями.
Слово Локня, по предположению писателя Льва Успенского, означает в переводе с финского «сырое место», «болотистое место». Серебром отражена река Локня, давшая имя посёлку и району.
Близ Локни находятся три погоста: Подберезье — расположен на месте впадения речки Хлавицы в реку Ловать, по которой проходил путь «из Варяг в Греки», Михайлов и Влицы (в настоящее время один из микрорайонов посёлка Локня). В далёкие времена во Влицах сходились дороги, ведущие из Пскова и Новгорода к Великим Лукам — эти города аллегорически изображены в гербе в виде 3-х сторожевых башен. На стыке дорог во Влицах останавливались путники, отправлявшиеся с поручением князей, собирались ратники для смотров при уходе на службу. Это нашло отражение в гербе древнерусским воином, трубящим в рожок.
Зелёный цвет символизирует природу района, сельское хозяйство, а также этот цвет символизирует здоровье.
Красный цвет символ труда, жизнеутверждающей силы, мужества, праздника и красоты.
Серебро — символ простоты, совершенства, мудрости, благородства, мира, взаимосотрудничества.
Золото символ высшей ценности, величия, прочности, силы, великодушия.
Герб разработан при содействии Союза геральдистов России.
Авторы герба: идея герба — Михаил Васильев (п. Локня), Константин Моченов (г. Химки); художник — Роберт Маланичев (Москва); компьютерный дизайн — Юрий Коржик (Воронеж)